# Дороти Идън
Дороти Енид Идън (на английски: Dorothy Eden) е новозеландско-британска писателка, авторка на произведения в жанровете готически исторически роман, трилър и романс. Писала е и под псевдонимите Мери Парадайс (на английски: Mary Paradise) и Ина Идън (на английски: Ena Eden).

## Биография и творчество
Дороти Идън е родена на 3 април 1912 г. в изолирана ферма в равнината Кентърбъри близо до Ашбъртън, Южния остров, Нова Зеландия, в семейството на Джон и Ева Идън. Има брат и сестра. От малка чете много книги и винаги е искала да бъде писател.
След завършването си работи дълго време като юридически секретар в Ашбъртън, след това в Крайстчърч. Първоначално пише детски разкази за местния вестник, а по-късно за списания като „New Zealand Mirror“. На 21 г. публикува първия си разказ за възрастни, като в периода 1933-1960 г. има издадени около 40 разказа. Тези първи свои работи публикува под псевдонима Ина Идън.
През 1940 г. дебютира с романа си „The Singing Shadows.“ След войната пътува много по света се влюбва в Англия и през 1954 г. се премества да живее в Лондон и да се посвети изцяло на писателската си кариера.
Писателката е най-известна с нейните исторически романи, трилъри и романси в готически стил. Сюжетите на произведенията ѝ са с напрегнат завладяващ сюжет, добре охарактеризирани герои и автентичен исторически детайл, понякога с елементи на свръхестествено Писала е също разкази за различни списания, като „Redbook“ и „Good Housekeeping“.
Романът ѝ „Горчиво вино“ за пионерите в усвояването на Австралийските земи е 4 месеца в списъка на бестселърите на „Ню Йорк Таймс“. Нейните готически исторически романи „Ravenscroft“, „Darkwater“ и „Winterwood“ се разглеждат от критици и читатели като класика в жанра. Те обикновено са по един и същи модел, в който главната героиня е от бедно семейство и се стремят да намерят подходящ партньор преодолявайки границите на различни страни като Дания, Австралия и Китай. През 1952 г. романът ѝ „Crow Hollow“ е екранизиран в едноименния филм с участието на Доналд Хюстън.
През 60-те години заболява от ревмотоиден артрит, който ѝ пречи да пише на ръка. Никога не е била омъжена.
Дороти Идън умира от рак на 4 март 1982 г. в Лондон, Англия.

## Произведения

### Самостоятелни романи
- The Singing Shadows (1940)
- The Laughing Ghost (1943)
- We Are for the Dark (1944)
- The Schoolmaster's Daughter (1946) – издадена и като „The Daughters of Ardmore Hall“
- Summer Sunday (1946)
- Walk Into My Parlour (1947)
- Crow Hollow (1950)
- The Voice of the Dolls (1950)
- Cat's Prey (1952) – издадена и като „Let Us Prey“
- Lamb to the Slaughter (1953) – издадена и като „The Brooding Lake“
- Bride by Candlelight (1954)
- Darling Clementine (1955) – издадена и като „Night of the Letter“
- Death Is a Red Rose (1956)
- The Pretty Ones (1957)
- Listen to Danger (1958)
- The Deadly Travellers (1959)
- The Sleeping Bride (1959)
- An Afternoon Walk (1960)
- Samantha (1960) – издадена и като „Lady of Mallow“
- Sleep in the Woods (1960)
- Afternoon for Lizards (1961) – издадена и като „Bridge of Fear“
- Whistle for the Crows (1962)
- The Bird in the Chimney (1963) – издадена и като „Darkwater“
- Bella (1964) – издадена и като „Ravenscroft“
- The Marriage Chest (1965)
- Never Call it Loving (1966)
- Siege in the Sun (1967)
- Winterwood (1967)
- The Shadow Wife (1968)
- The Vines of Yarrabee (1969)
Горчиво вино, изд.: ИК „Бард“, София (1995), прев. Весела Маркова
- Melbury Square (1970)
- Waiting for Willa (1970)
- Speak to Me of Love (1972)
- The Millionaire's Daughter (1974)
- The Time of the Dragon (1975)
- The Salamanca Drum (1977)
- The Storrington Papers (1978)
- The American Heiress (1980)
Американската наследница, изд.: ИК „Ирис“, София (1997), прев. Андрей Крупев
- An Important Family (1982)

### Филмография
- 1952 Crow Hollow

### Като Мери Парадайс

#### Самостоятелни романи
- Face of An Angel (1961)
- Shadow of A Witch (1962)